# Kathedrale der Himmelfahrt der Gottesmutter

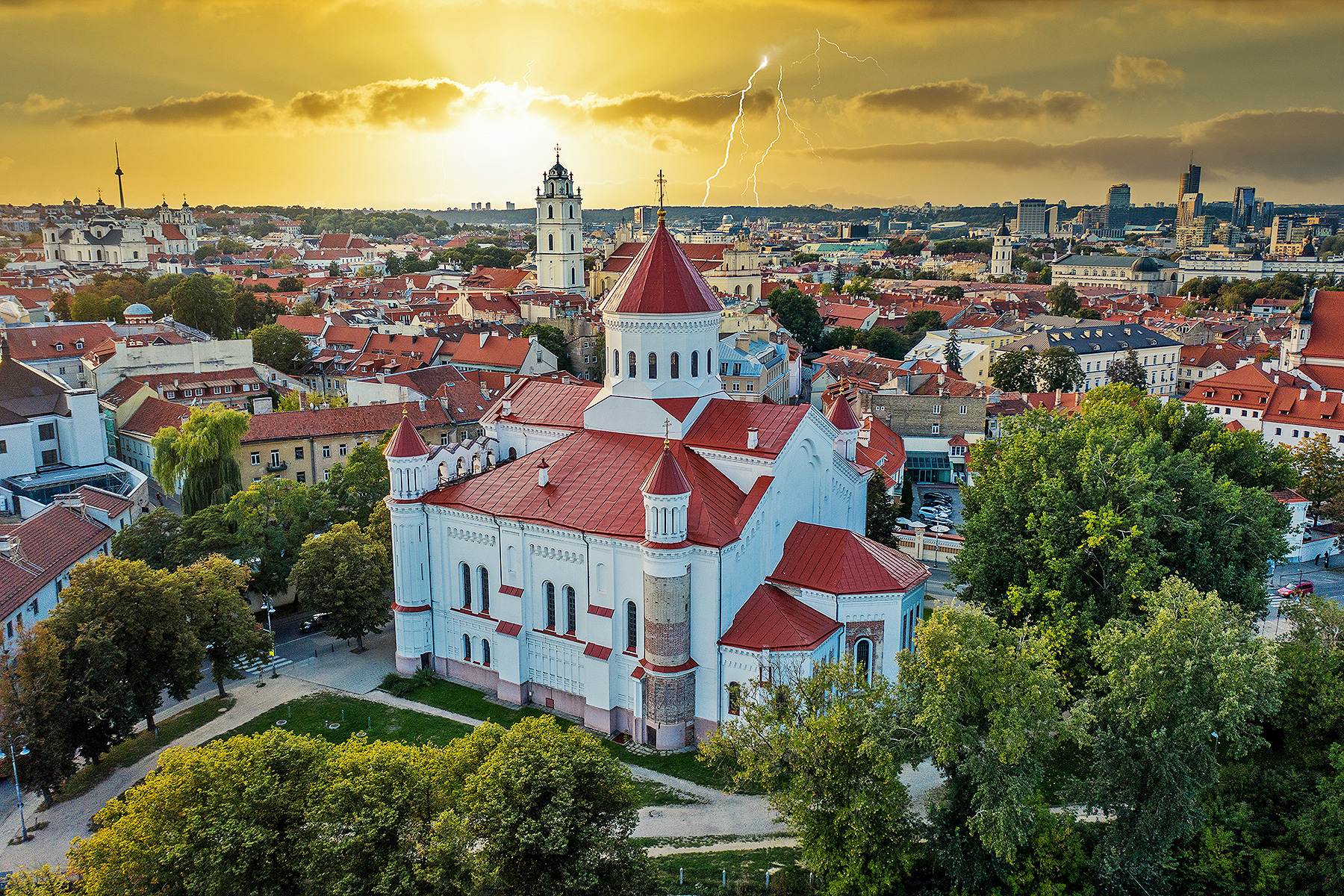
Luftbild

Die Kathedrale der Himmelfahrt der Gottesmutter (lit. Dievo Motinos Ėmimo į Dangų katedra; russ. Кафедральный собор во имя Успения Пречистой Божией Матери) in Vilnius ist die Hauptkirche der orthodoxen Christen in Litauen.

## Geschichte

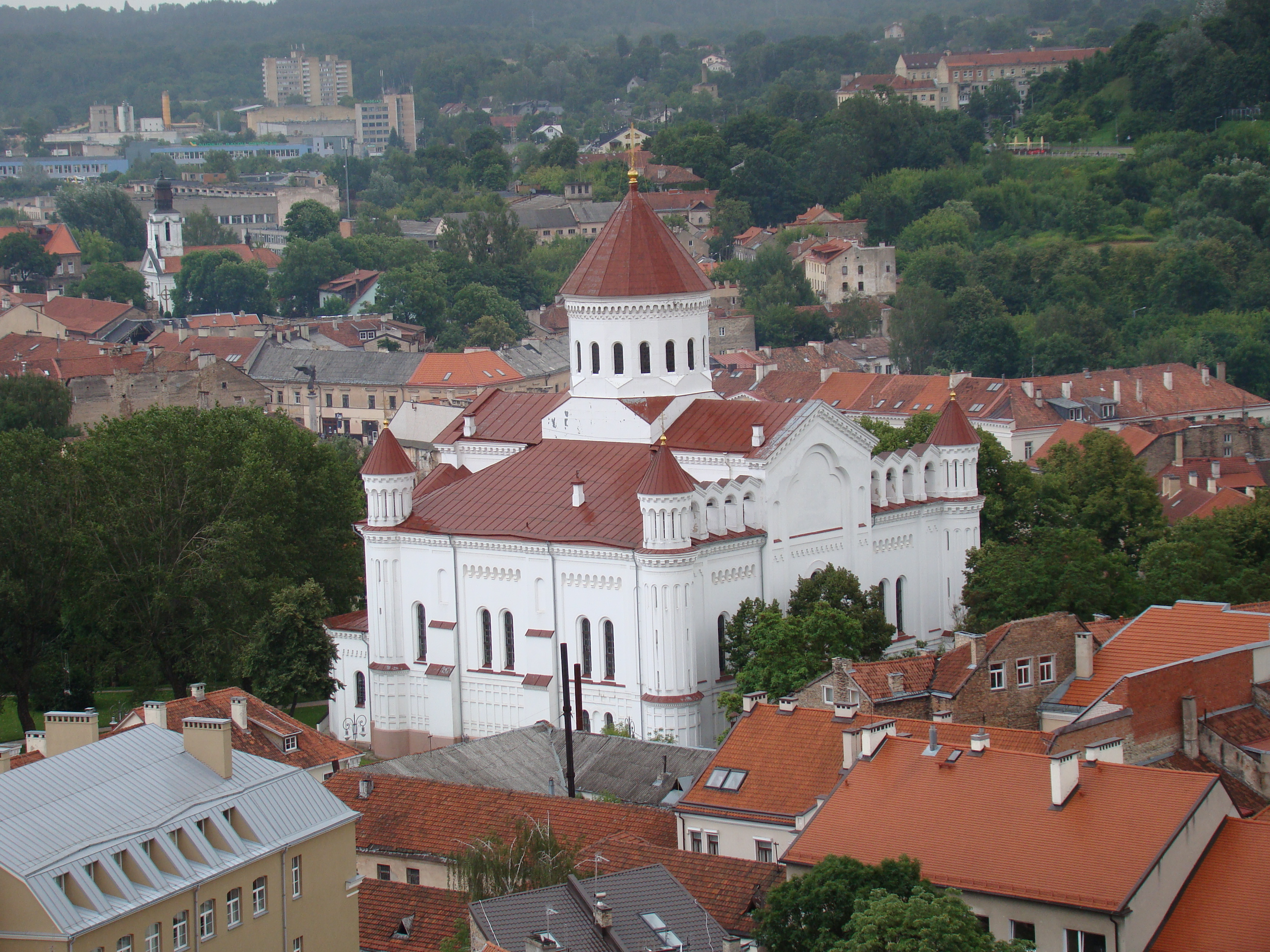
Gesamtansicht

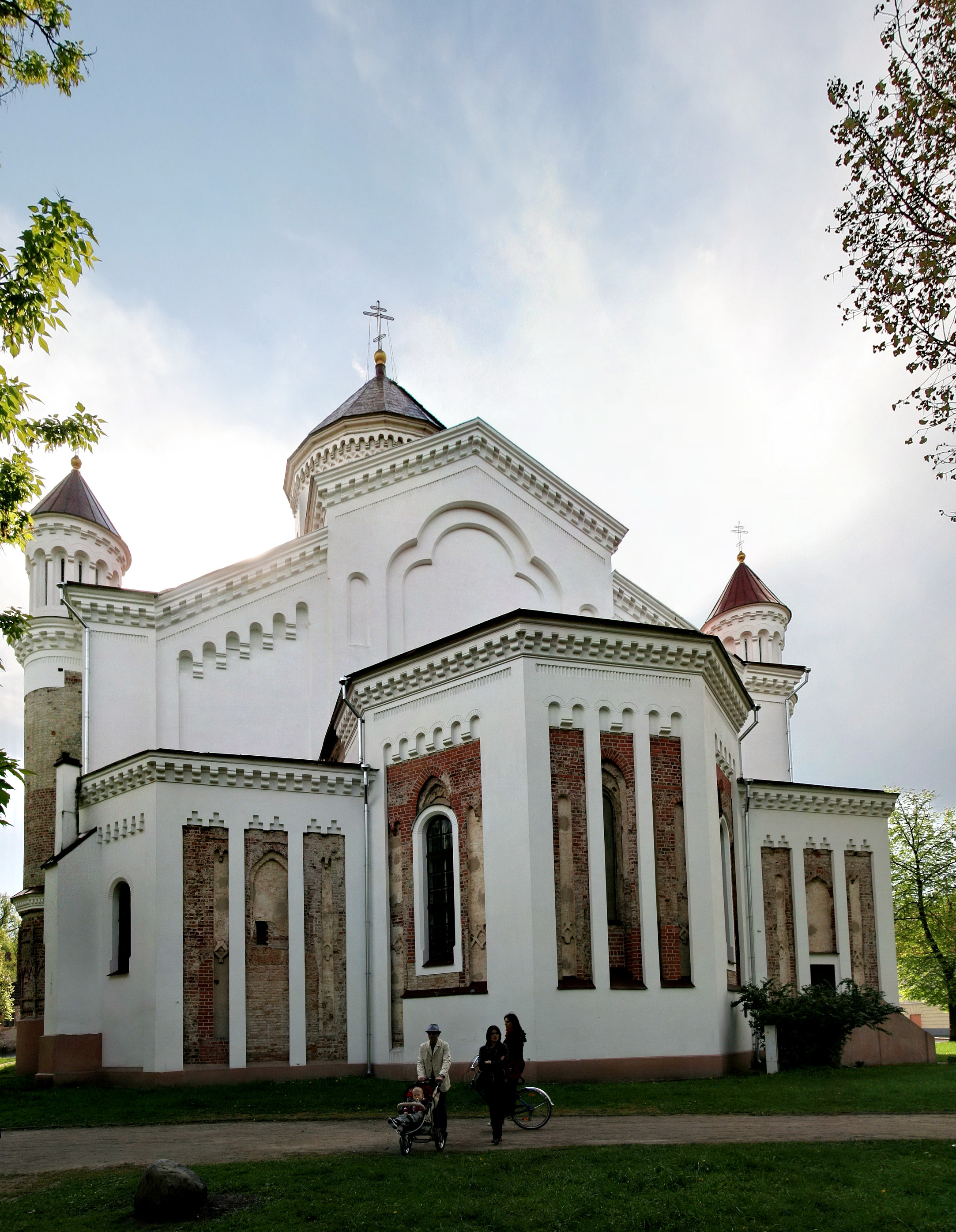
Chor

Die Kathedrale wurde 1346 unter Großfürst Algirdas errichtet. Sie wurde von Kiewer Architekten erbaut und war ursprünglich St. Alexius geweiht. Die Marienkathedrale ist eine der ältesten Kirchen des Landes und wurde noch vor der Christianisierung Litauens errichtet. Sie wurde zu einem der bedeutendsten geistigen Zentren im Großherzogtum, was durch die Hochzeit von Aleksandras Jogailaitis und Helena Iwanowna Moskiewska zum Ausdruck kam. Helena wurde 1513 in der Kirche bestattet. Nach der Katholisierung des Landes stellten die Fürsten Konstantin Iwanowitsch Ostroschski und Konstanty Wasyl Ostrogski die Kirche unter Schutz. Sie übernahmen auch die Instandsetzungskosten nach dem Einsturz der Kuppel 1606. Nach ihrem Tod wurde die Kathedrale 1609 der griechisch-katholischen Kirche überstellt. Sie wurde in einem für die Region typischen Stil wieder aufgebaut.
Nach dem großen Brand in der Stadt 1748 wurde die Kathedrale nicht mehr für kirchliche Zwecke genutzt und fand anderweitig Verwendung. Bereits 1785 wurde sie in barockem Stil wieder aufgebaut und von der russischen Armee während des Kościuszko-Aufstands erneut zerstört. Das schwer beschädigte Gebäude wurde 1808 an die Universität Vilnius verkauft. Sie modernisierte das Bauwerk unter Karol Podczaszyński im klassizistischen Stil. Für ein halbes Jahrhundert wurde die Kirche als anatomisches Theater, Bibliothek und für andere universitäre Einrichtungen genutzt.
Die alte orthodoxe Kirche wurde auf Initiative von Michail Nikolajewitsch Murawjow-Wilenski während der Russifizierungsperiode zurück in eine russisch-orthodoxe Kirche umgewandelt. Für den Wiederaufbau zeichnete Nikolai Tschagin verantwortlich. Der Wiederaufbau erfolgte 1865 bis 1868 im georgischen Stil. Warum dieser Stil Verwendung fand, ist unklar.
Während des Zweiten Weltkriegs wurde die Marienkathedrale schwer beschädigt. Obwohl mit der Restaurierung bereits 1948 begonnen wurde, zog sich die Wiedereröffnung bis 1957 hin. Bis heute gehört die 1998 letztmals restaurierte Kirche zur russisch-orthodoxen Gemeinde. Die Gottesdienste werden heute hauptsächlich von der russischen und belarussischen Minderheit der Einwohner von Vilnius besucht.